# Centres d'intervention d'urgence
Les centres d'intervention d'urgence (en finnois : Hätäkeskuslaitos) sont une agence gouvernementale dépendant du Ministère de l'Intérieur de Finlande.

## Présentation
La mission de l'agence est de recevoir des notifications d'urgence relatives à la sécurité des personnes, des biens et de l'environnement et de les transmettre à l'organisme chargée de l'assistance. 

## Centres
Les centres de l'agence sont:
- Kerava
- Kuopio
- Oulu
- Pori
- Turku
- Vaasa